# Anund Ier
Anund Ier, Brøt-Anundr (en vieux norrois de l'est) ou Braut-Önundr (vieux norrois de l'ouest), qui signifient Anund le destructeur de forêt, mort aux alentours de 640, était un roi suédois légendaire de la lignée d'Ynglingar. Son nom pourrait provenir du proto-norrois *Anuwinduz, signifiant « ancêtre vainqueur ».
Dans sa saga d'Ynglingar, Snorri Sturluson raconte comment Anund Ier a succédé à son père Ingvar au trône de Suède. Après la guerre de son père contre les vikings danois et les pirates estoniens, la paix régna sur la Suède. Anund Ier fut populaire et devint très riche, pas seulement grâce à la paix et aux ressources abondantes, mais également parce qu'il vengea son père en Estonie.
C'est durant le règne d'Anund que ce dernier entreprend de défricher les terres afin d'établir de nouvelles routes et de nouveaux espaces agricoles. 

## Référence
- (en) Cet article est partiellement ou en totalité issu de l’article de Wikipédia en anglais intitulé « Anund » (voir la liste des auteurs).  1. ↑  « Anund - Svenskt Biografiskt Lexikon », sur sok.riksarkivet.se (consulté le 14 octobre 2024).
  2. ↑  « Ynglingaättens historia - kapitel 31-40 », sur cornelius.tacitus.nu (consulté le 14 octobre 2024).